# Méteil

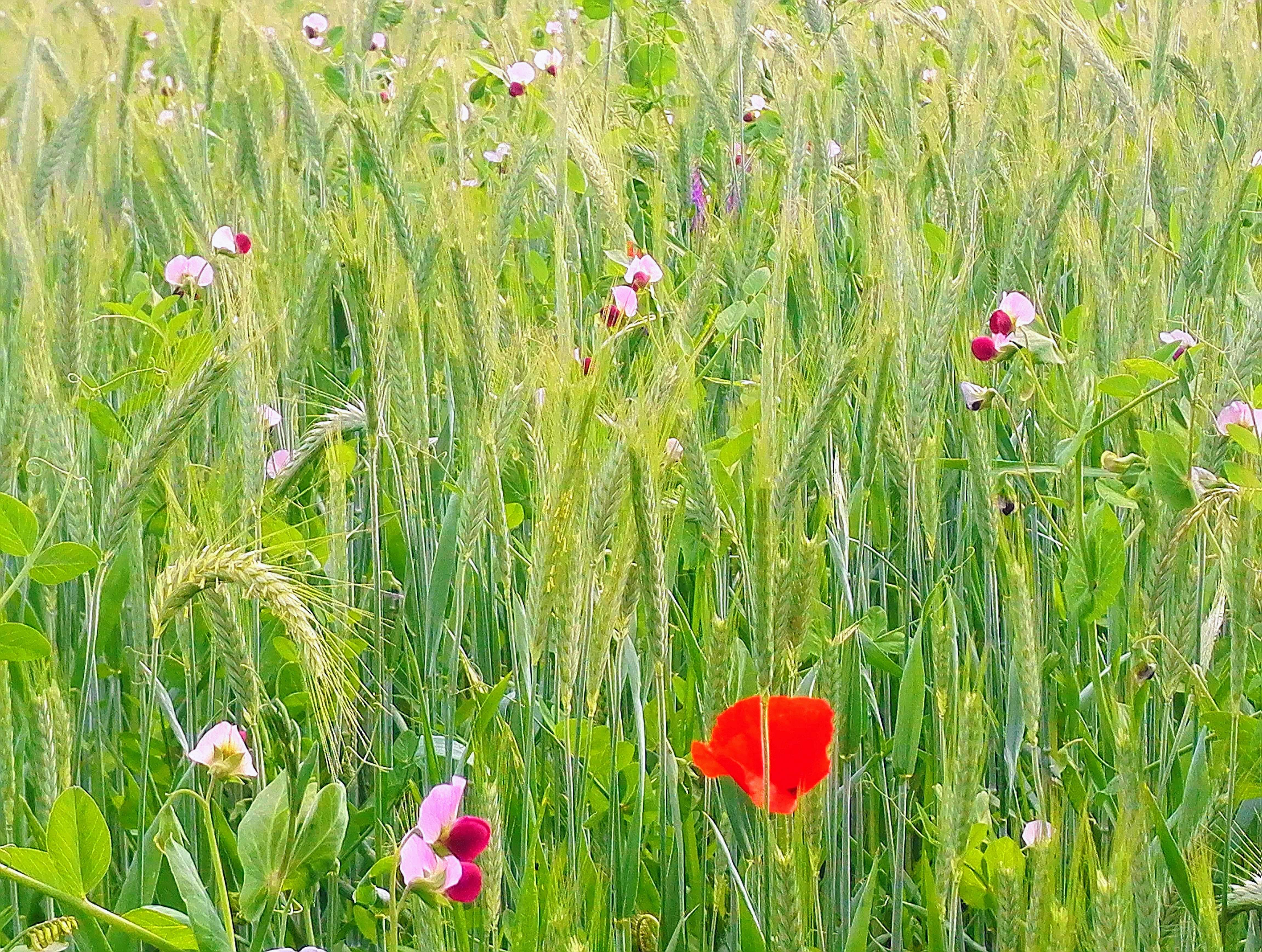
Méteil fourrager graminée-légumineuse (vesce) en agriculture biologique, Vosges, France, 2018.

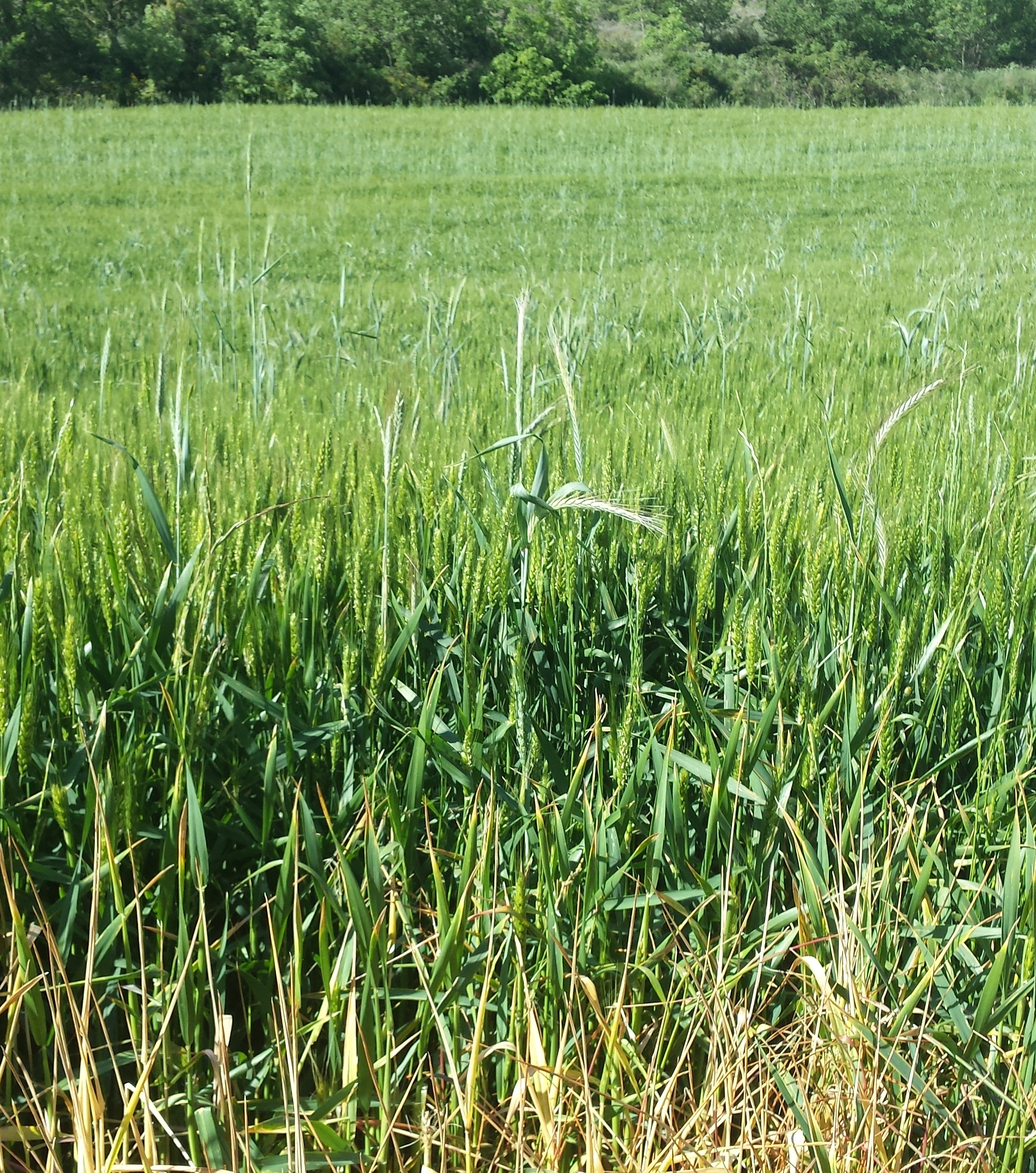
Méteil céréalier traditionnel de blé et seigle à l'épiaison. Les épis de seigle sont plus hauts. Catalogne, 2017.

Le méteil est un mélange de céréales. Pour l'alimentation humaine, il s'agit traditionnellement d'un mélange de blé et seigle. Pour l'alimentation des animaux, selon son acception technique contemporaine, il est réalisé en associant une ou plusieurs céréales, telles que le blé, le seigle, l'avoine ou le triticale, avec des légumineuses comme le pois fourrager, la vesce, la féverole, etc.
Historiquement ce mélange qui ne permettait pas de boulanger les prestigieux pains blancs était garant d'une certaine sécurité alimentaire à des époques où la consommation locale primait. Cependant dès la seconde moitié du XIXe siècle le seigle et le méteil régressent en France et les variétés de seigle ne sont significativement améliorées qu'en Allemagne.

## Définition
Le méteil est un mélange de plusieurs céréales et/ou légumineuses, destiné à être récolté en grain ou bien plante entière en pâturage ou ensilage au stade grains immatures. La récolte en foin est rare dans les zones tempérées mais pratiquée en zone tropicale à saison sèche. Certaines exploitations d'élevage ajoutent des graminées fourragères à leur mélange.
Dans l'alimentation humaine, il désigne un mélange de céréales, le plus souvent de seigle et de blé.

### Étymologie et définition légale
Le mot méteil dérive du terme latin mistilium, lui-même dérivé de mixtus, signifiant « mélange ». Il était à l'origine une culture composée d'un mélange de deux espèces : le seigle et le blé. Aujourd'hui, le terme méteil est employé pour des mélanges de céréales plus complexes, comprenant souvent une proportion notable de légumineuses.
En France, une définition légale du méteil figure à l'article R. 666-30 du code rural :
La dénomination « méteil » est réservée au produit de la culture et du battage d'un mélange de blé et de seigle, mélange dans lequel le seigle entre pour la proportion de 50 % au moins, à l'exclusion de tout mélange de blé et de seigle effectué postérieurement au battage.

## Composition

### Méteils céréaliers traditionnels

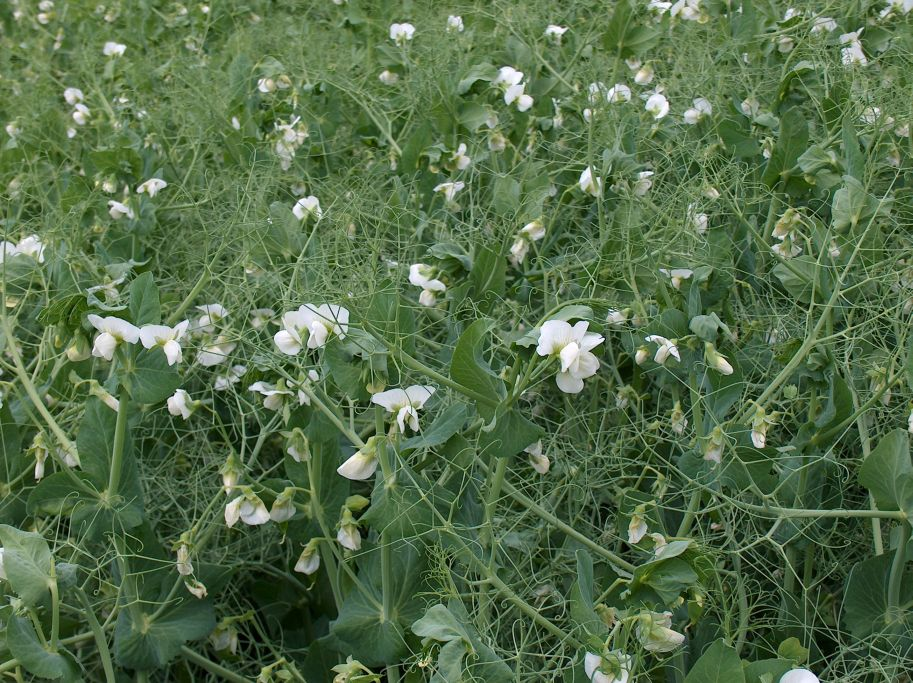
Le pois protéagineux a été introduit dans les mélanges aujourd'hui appelés méteils.

Le méteil était à l'origine composé de seigle et de blé, avec une proportion variable de chacune de ces deux céréales, suivant que le sol convienne mieux à l'une ou à l'autre, afin de tirer le maximum de rendement de la culture. Certaines dénominations particulières servaient à désigner des compositions de mélange précises. Par exemple, le « passe-méteil » était composé de deux tiers de blé pour un tiers de seigle. En Catalogne on cite des mélanges de blé et d'orge (Mestall).

### Méteils fourragers modernes destinés à la récolte en grains
Cette culture est peu répandue et délicate, dans une optique de productions de grains en culture intensive, car il faut que graminées et légumineuses arrivent à maturité simultanément. Il faut d'ailleurs prévoir de pouvoir ensiler s'il s'avérait que les différences de maturité devenaient trop importantes. Dans les mélanges utilisés aujourd'hui, on trouve un nombre plus important d'espèces susceptibles de rentrer dans la composition du méteil. Le triticale et le blé forment souvent les éléments de base du mélange et assurent en grande partie le rendement de la culture. Ces céréales servent de tuteur pour les légumineuses grimpantes. L'avoine  peut apporter au mélange son appétence, elle présente l'avantage de très bien lever et de remplir les espaces vides mais elle est sensible à la verse.
Les légumineuses contribuent aussi à l’appétence au mélange et permettent d'améliorer sa teneur en protéines. Les légumineuses ont la remarquable capacité de fixer l'azote atmosphérique grâce à leurs nodosités. Elles permettent ainsi aux graminées de profiter de cet azote à moindre frais pour le cultivateur. On ne peut trop forcer la proportion de légumineuses à cause du risque de verse sauf avec la féverole.
Exemples de semis :
- triticale 160 kg + pois fourrager 25 kg. Il permet de gagner de 2 à 6 points de protéine

- orge 80 kg + pois protéagineux 150 kg
- 80 kg de triticale + 120 kg de féverole[5].

#### Méteils protéagineux
La composition des méteils varie d'une exploitation à une autre. Certains éleveurs ne mettent pas de blé, d'autres ajoutent du triticale, de l'épeautre ou des graminées fourragères dans leur méteil destiné à l'ensilage, le plus souvent du ray-grass d'Italie. Les céréales barbues (certains blés, orge) sont déconseillées pour des raisons d'appétence. On utilise le triticale ou des variétés de blé fourragères (très productives et riches en protéines) de préférence aux variétés classiques (boulangères).
Ces plantes permettent d'assurer une bonne teneur en matière sèche lors de récoltes précoces.
Exemples de semis :
- Triticale 60 kg + blé 20 kg + avoine 50 kg + pois fourrager 20 kg + vesce 30 kg ou uniquement 25 kg de pois[5]
- Avoine 120 kg + pois fourrager 15 kg + vesce 20 kg (mélange classique)[6].

## Histoire du méteil

### Mélange seigle blé

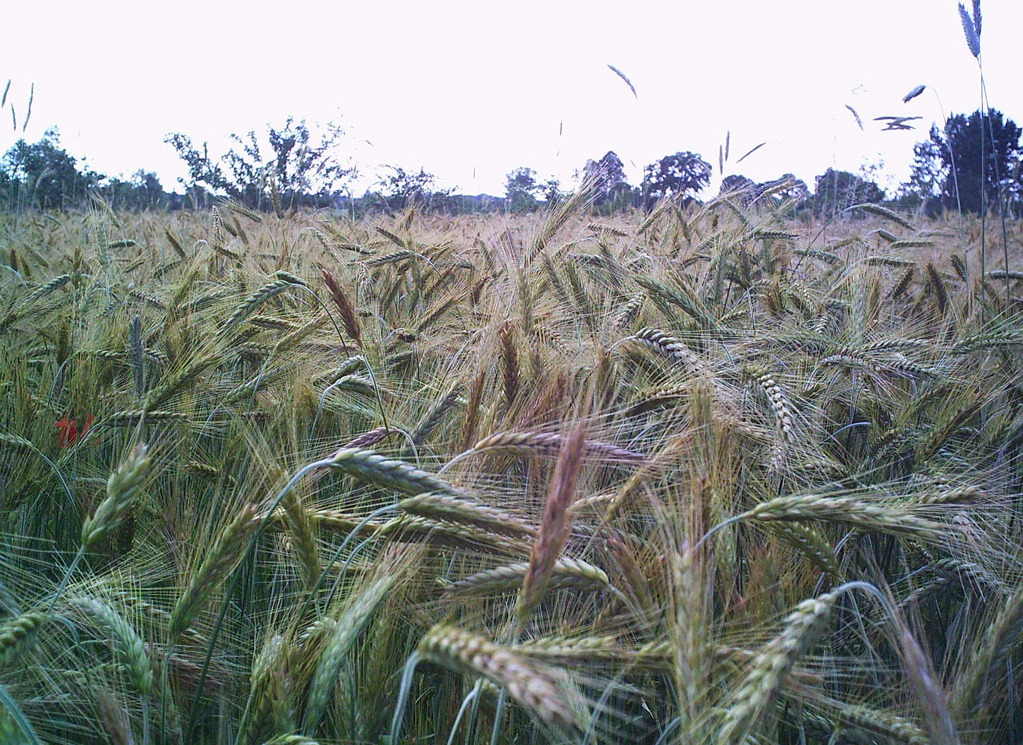
Le seigle, un des deux constituants du méteil avec le blé.

Aux XVIIIe et XIXe siècles, la culture de méteil se développe pour valoriser les terres moyennes, c'est-à-dire pas assez riches pour que l'on puisse y faire pousser du blé dans de bonnes conditions, mais suffisamment pour que l'on hésite à se résoudre à n'y faire pousser que du seigle, certes bien plus rustique que le blé mais qui n'est pas aussi productif. Le méteil constitue donc un intermédiaire entre ces deux cultures, et est réputé pour mieux réussir que l'une ou l'autre de ces cultures prise indépendamment. Si une année est défavorable à une espèce, elle sera souvent favorable à l'autre, et le méteil offre ainsi une garantie supplémentaire. Par ailleurs, la valeur de la récolte est supérieure à celle du seigle pur. Les détracteurs de la culture lui reprochent à l'époque la différence de date de maturité des grains l'été, ou de donner une farine inégale. Toutefois, il semble, selon d'autres spécialistes, que l'on puisse trouver une date de récolte intermédiaire, en fin de période de récolte du seigle et au tout début de la période de récolte du blé, à laquelle les deux espèces présentent une maturité satisfaisante. Le problème de la farine est peu à peu atténué par le développement de la mouture économique.
Auparavant, le seigle était moulu différemment du blé, en resserrant les meules pour bien écraser cette graine. La farine de méteil était donc irrégulière puisque les deux grains se comportaient différemment sous la presse. Les avantages du méteil lui permettent de prendre de l'importance dans les campagnes françaises. Ainsi, en 1817, le méteil représente 6 % des surfaces céréalières françaises avec 887 000 ha. Les rendements sont en moyenne de 11,1 hl/ha, soit un peu plus que le froment (10,25 hl/ha) et le seigle (8,5 hl/ha). En 1840, la proportion est conservée, mais la surface s'agrandit un peu, à 911 000 ha, pour une production totale estimée à presque 12 millions d'hectolitres. On est certes bien en deçà des chiffres des autres céréales cultivées, comme le froment, qui compte 5,6 millions d'ha pour 70 millions d'hectolitres produits, l'avoine avec ses 3 millions d'ha et 49 millions d'hectolitres, le seigle et ses 2,6 millions d'ha pour 28 millions d'hectolitres, ou l'orge qui compte 1,2 million d'ha, produisant 16 millions d'hectolitres. Au XIXe siècle, d'autres mélanges de céréales sont évoqués, comme le méteil d'orge, composé d'orge et d'avoine, mais ils restent anecdotiques.

### Lent déclin, puis apparition des méteils fourragers protéagineux

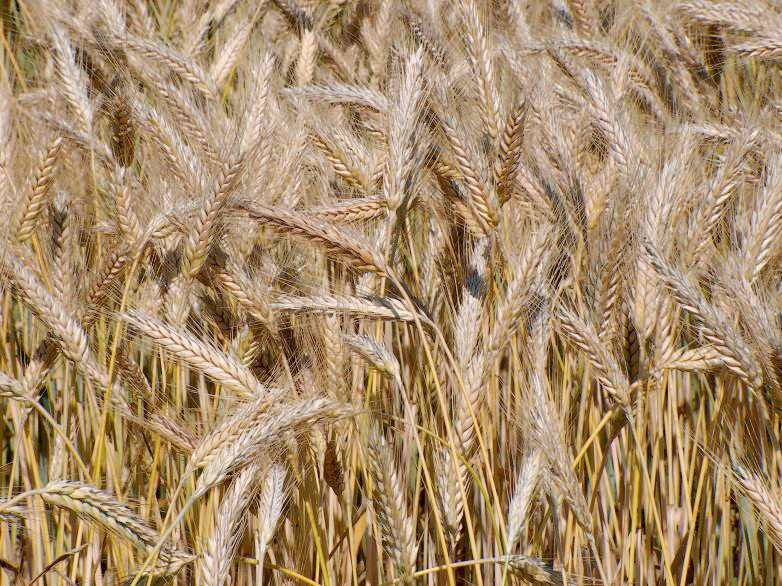
L'apparition du triticale, hybride entre le blé et le seigle, a offert une alternative au méteil notamment pour les éleveurs.

À partir du milieu du XIXe siècle, le méteil commence à décliner lentement pour plusieurs raisons :
- Le pain blanc est plus apprécié que les pains de méteil.

- Le blé dépasse désormais le méteil en rendement.
- Le passage à la récolte à la moissonneuse-batteuse supprime la séquence où les gerbes finissaient de sécher en gerbier amenuisant l'impact des différences de dates de maturité entre espèces, ce qui rend la culture plus difficile.
- De nouvelles législations rendent difficiles la commercialisation des semences en mélanges (ces législation sont aujourd'hui assouplies et les semences paysannes ont pris un nouvel essor).
- Dans les années 1980, l'apparition du triticale, un hybride de blé et de seigle, permet une alternative à l'utilisation du méteil sur des sols divers pour l'alimentation animale ; c'est en effet une culture rustique, peu sensible au froid, fournissant plus de paille, et aux rendements en grain nettement plus élevés que ceux du seigle avec une teneur appréciable en protéines de qualité[14].

Ainsi, en 2010, la surface en méteil et seigle (les deux cultures sont décomptées ensemble) ne représente plus que 29 000 ha. Par contre, on voit à la fin du XXe siècle, et au début du XXIe siècle, se développer un autre type de mélanges : des mélanges plus complexes incluant des céréales et des protéagineux, et généralement récoltés en ensilage au printemps, pour constituer des stocks de fourrages. Ces mélanges, également appelés méteils, ont été tout d'abord utilisés dans des exploitations polyculture-élevage visant l'autonomie alimentaire en matière de protéines, en particulier en agriculture biologique. Ils sont aujourd'hui utilisés quelle que soit l'orientation de l'exploitation.
Les éleveurs souhaitant diminuer leur consommation de protéines achetées sous forme de tourteaux (soja, colza...) implantent des méteils composés à environ 80 % de protéagineux, tels la féverole, le pois fourrager, la vesce avec avoine, seigle ou triticale et plus rarement ray-grass, orge, blé ou épeautre.
Le principal problème de ce type de culture est le risque de verse aussi la fumure azotée doit rester faible.
Ces mélanges à vocation fourragère, pâturés, ensilés ou en enrubannés, sont récoltés plus tôt que les méteils fourragers classiques riches en céréales. Le but étant de récolter un fourrage riche en protéines, en acceptant de perdre en rendement vis-à-vis d'une récolte plus tardive. Ces mélanges, du fait de leur faible teneur en céréales, sont assez pauvres en énergie et doivent être complétés avec des céréales aplaties, du maïs humide ou de l'ensilage de maïs épi + rafle lors du rationnement.
Ils occupent ainsi la place d'une culture dérobée dans l'assolement, et libèrent le sol assez rapidement pour envisager une culture de maïs fourrage l'année de leur récolte. La fauche de printemps permet de laisser un sol relativement propre car les mauvaises herbes ayant poussé sont exportées avant la grenaison.
En zone tropicale, ces associations sont également appréciées, on emploie alors comme céréales le maïs, le sorgho ou l'éleusine et comme légumineuses le soja, le niébé ou le lablab. Le maïs fait un tuteur particulièrement robuste.

## Utilisation

### Alimentation humaine
Autrefois, le méteil, comme la majorité des céréales à l'époque, était moulu pour obtenir de la farine, qui servait notamment à faire du pain, base de l'alimentation. La farine de froment pouvait également permettre de confectionner une bouillie nourrissante, mais la farine de méteil, comme la farine de seigle, était peu appropriée pour cet usage. Les caractéristiques du pain de méteil sont intermédiaires entre celles du pain blanc, fait à partir du froment, et celles du pain de seigle, à l'odeur plus marquée. Son prix était donc inférieur à celui du pain blanc, fixé en 1766 aux deux tiers du prix de celui-ci, quand la livre de pain de seigle valait la moitié d'une livre de pain de froment. Il faut toutefois prendre avec précaution le terme de pain de méteil employé à l'époque, puisque les boulangers y incluaient, par extension, le pain obtenu à partir de farines inférieures de froment.
Dans son ouvrage, Avis aux bonnes ménagères des villes et des campagnes, sur la meilleure manière de faire leur pain, Antoine Augustin Parmentier décrit le pain de méteil comme « bon, savoureux et très nourrissant : il participe des deux grains farineux les plus propres à nourrir les Européens ». De son côté, Liger le décrit comme ayant « un goût agréable, mais il est moins nourrissant que le pain de froment ; comme le seigle est rafraichissant, il tient le ventre libre ».  Le méteil permettait la fabrication de farines d'utilisation populaire : « Au Moyen-Âge, on faisait du pain de différentes sortes de céréales. Le pain blanc de blé était le plus cher alors que celui d'orge et de mil était pour les pauvres. Aussi, le méteil fait de diverses céréales était celui de la plus basse qualité. »

### Alimentation animale
Les mélanges céréales/légumineuses sont exclusivement utilisés pour l'alimentation animale. Pâturés ou récoltés en foin, en ensilage, en enrubannage ou même en grains, ils constituent une source intéressante d'amidon, de protéines et de fibres digestibles; corrélativement à cette bonne teneur en fibres, ils peuvent être jugés « encombrants » pour les animaux à haute performance.  Ils sont par ailleurs très appétants s'ils ne sont pas récoltés trop secs. La valeur alimentaire du méteil dépend fortement de la part de légumineuses dans le mélange. La qualité du fourrage récolté est liée au stade de récolte pour les fibres et au taux de protéines. Les méteils protéagineux peuvent être intéressants dans l'alimentation des ruminants pour apporter le taux de fibre indispensable dans une ration à base de maïs ensilage ou de grains et pour améliorer le taux de matières azotées (120-130 g de matière azotée totale par kg de matière sèche contre 80 g pour le maïs en moyenne dans ces mélanges) ; leur limitation réside dans un apport d'énergie régulièrement inférieur à 0,8 Unité Fourragère Lait par kg de matière sèche insuffisante en production intensive et nécessitant de coûteux compléments . Ils sont de ce fait plus appréciés en élevage biologique.

### Couvert végétal
Les méteils fourragers sont parfois utilisés comme couverts végétaux.

## Conduite culturale

### Place dans la rotation
Le mélange céréales protéagineux présente l'intérêt d'être le plus souvent une culture d'hiver et, ainsi, de ne pas être tributaire des précipitations d'été. C'est pour cela que les méteils sont généralement cultivés en culture dérobée, c'est-à-dire entre deux cultures principales ou éventuellement, si la pluviométrie le permet, en « culture relais » (c'est-à-dire semé en intercalaire au printemps dans la culture précédente déjà développée, ce système réalisé pour des cultures pures est aujourd'hui envisagé pour des mélanges). Il permet alors de constituer des stocks à la fin du printemps ou en été en une seule coupe.

### Préparation du sol et semis
Les méteils à base de blé et de seigle étaient semés tôt dans l'automne, en même temps que les orges et avant les autres céréales. Les mélanges pois protéagineux sont semés un peu plus tard, début novembre, car les pois ne doivent pas être trop avancés avant l'hiver.

### Désherbage
Avec les méteils modernes, le désherbage n'est en général pas nécessaire, car le mélange est suffisamment étouffant pour empêcher la pousse d'adventices.

### Fertilisation
Les apports d'engrais azoté ne sont pas forcément nécessaires. En effet, la présence de légumineuses dans le mélange permet d'approvisionner les graminées en azote minérale. Les apports peuvent tout de même être envisagés, notamment au début du printemps avec 30 à 50 unités d'azote minéral. Ils permettent d'obtenir des rendements légèrement supérieurs, de l'ordre de 15 % suivant les cas.

### Récolte
Les mélanges seigle blé étaient souvent décriés pour la difficulté à trouver une date de récolte correspondant à la maturité des deux espèces. En effet, le seigle est généralement mûr avant le blé, et il faut donc récolter ce dernier avant sa pleine maturité.
Les mélanges céréales protéagineux sont récoltés au printemps, suivant le stade de la culture. Le taux de matière sèche ne doit idéalement pas être trop élevé (environ 35 %) pour que l'ensilage se conserve convenablement.
Dans le cas d'une récolte sous forme de grains, la date de récolte s'avère également difficile à déterminer, comme dans le cas du blé et du seigle, car les espèces ne sont pas mûres au même moment. Il faut donc faire un compromis afin d'avoir un maximum de céréales mûres (surtout dans le cas des céréales tardives comme l'épeautre), et de réduire au minimum les pertes de graines de légumineuses. En effet, dans le cas des pois, qui sont les plus utilisés, lorsqu'ils sont matures, les cosses s'ouvrent, les grains tombent au sol et sont impossibles à récolter.

## Aspect économique

### Culture du méteil dans le monde
Les méteils sont appréciés en zone tropicale pour l'alimentation des animaux en pâturage (avec des précautions), en foin, ou en ensilage. Exemple : maïs ou sorgho + lablab.

### Intérêt économique
Grâce au méteil, l'éleveur gagne en autonomie fourragère. De plus, les légumineuses étant riches en protéines, l'utilisation du mélange permet de diminuer de l'achat de concentrés azotés, et constitue un bon aliment pour l'engraissement des animaux.
Enfin, cette culture permet de réduire les apports de fertilisation azotée, et la culture suivante bénéficie de l'azote fixé par la légumineuse restant dans le sol.